# Schlosseiche bei Eisolzried

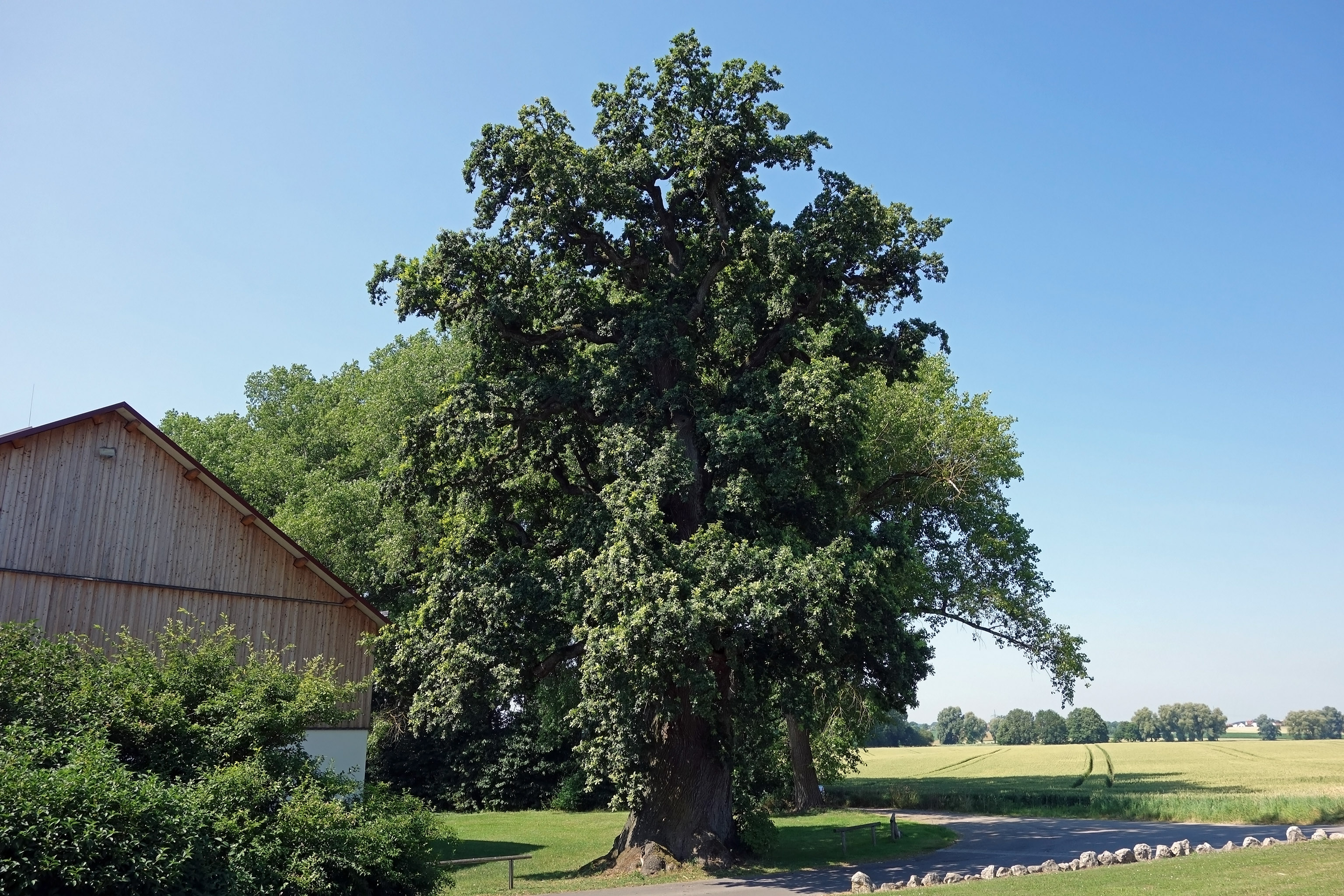
Schlosseiche Eisolzried

Die Schlosseiche bei Eisolzried, auch Wegweisereiche oder Tausendjährige Eiche genannt, ist ein Naturdenkmal am Ortsausgang von Eisolzried, einem Gemeindeteil von Bergkirchen, Richtung Lauterbach, im Landkreis Dachau. Sie steht auf etwa 500 Meter Höhe über Normalnull. Die Stieleiche (Quercus robur) befindet sich auf einer Wiese direkt neben der Straße. Bei der Unteren Naturschutzbehörde des Landkreises Dachau ist sie mit der Nummer 174.113-05 gelistet. Das Deutsche Baumarchiv zählt die Eiche zu den national bedeutsamen Bäumen (NBB).

## Geschichte

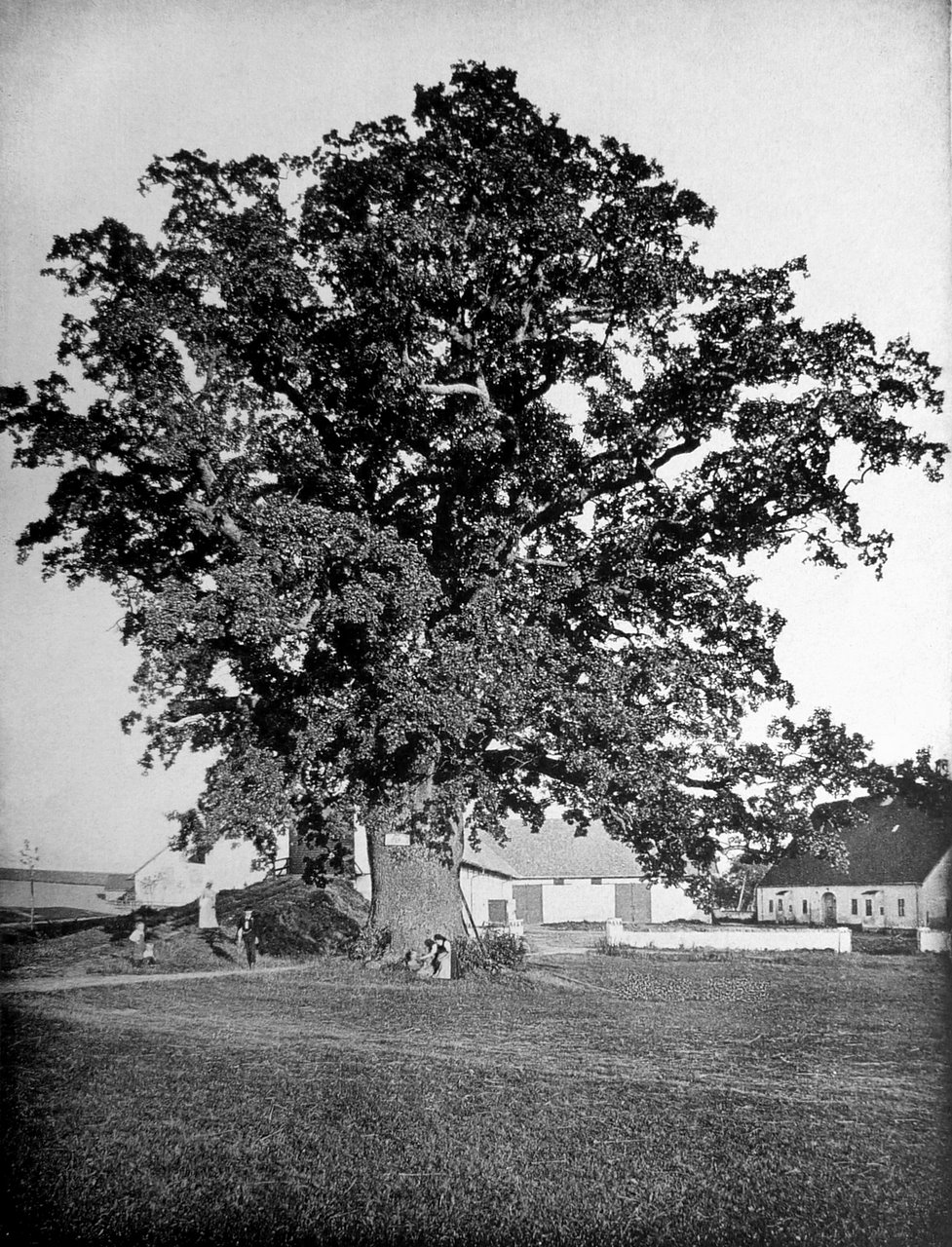
Schlosseiche im Jahre 1900

Die Eiche gehörte zum ehemaligen Park des Schlosses Eisolzried, das um die Wende zum 19. Jahrhundert vollständig abgebrochen wurde. 1737 wurde in dem Salbuch der Hoch-Adel-Ruffinischen Hofmarsch Eisolzried von einem „lieblich Aich-Wäldls“ berichtet, das den Schlossanger zierte. Dort steht die Eiche als Überbleibsel. Der Baumfotograf Friedrich Stützer, Inspektor der königlich bayerischen Staatseisenbahn in München, schrieb in seinem Baumbuch Die größten, ältesten oder sonst merkwürdigen Bäume Bayerns in Wort und Bild:

„Wohl nicht leicht wieder wird ein einsamer Fußweg durch einen so kräftigen Wegweiser markirt, wie es bei dem in der Nähe von Dachau gelegenen Orte Eisolzried durch unsere Wegweisereiche der Fall ist. […]
Was im Allgemeinen von der Eiche gilt, daß sie ein Sinnbild unbeugsamer Kraft und Stärke ist, das trifft bei diesem Baume besonders zu. Trotz seines 700jährigen Alters sind noch nirgends Spuren beginnenden Verfalles an seinem majestätischen Wuchse wahrzunehmen. Der mächtige Stamm hat in Manneshöhe einen Umfang von 8, in 3 Meter Höhe einen solchen von über 9 Meter; der mittlere Durchmesser beträgt 2½ Meter. Bei 6 Meter Abstand vom Boden zweigen die ersten Äste ab, wovon die stärkeren selbst wieder einen Umfang von fast 4 Meter haben. Die Höhe bemißt sich auf 25 Meter, auf ebensoviel die wagerechte Entwicklung der sehr regelmäßigen Baumkrone, welche zur Sommerszeit weithin über die flache Moorlandschaft als riesige Blätterkugel zu sehen ist.
Unter der Annahme, daß der frischen äußeren Erscheinung auch ein gesundes, fäulnißloses Inneres entspricht, berechnet sich die Holzmasse des Baumes auf 65 Ster oder ungefähr 22 Klafter Holz; für eine Wegweisertafel gewiß ein kräftiger Pfosten!“

Im Jahr 1900 gab Friedrich Stützer eine Höhe des Baumes von 25 und einen Stammumfang von acht Metern auf etwa 1,5 Meter Höhe an. Er hatte eine regelmäßige volle Krone mit einem Durchmesser von 25 Metern. Das Alter der Eiche schätzte er auf 700 Jahre. Damals hatte sie den Höhepunkt ihrer Wuchskraft erreicht. Im vergangenen Jahrhundert ist der Eichenstamm noch stärker geworden, das Kronenvolumen hat jedoch ein wenig nachgelassen. Vor Jahren schlug ein Blitz in die Krone ein und hinterließ eine 40 Zentimeter breite Rinne bis zum Boden.
Die Eiche wurde mit Verordnung vom 8. Juli 1997 unter Schutz gestellt. Am 9. Dezember 2003 verübte ein unbekannter Täter einen Brandanschlag im hohlen Stamm mit Benzin, den sie jedoch überlebte.
In den letzten Jahren wurde die Eiche mit einem Bauzaun umgeben. Daneben entstand eine größere Betriebshalle, an der Stelle, wo vorher eine kleine Holzhalle gestanden war. Durch die Bebauung wurden die Wurzeln geschädigt, so dass der Wasserhaushalt der Eiche gestört ist. Auch beeinflusst die Halle die Windverhältnisse und mindert die Sonneneinstrahlung. Der Bund Naturschutz sieht deshalb die Eiche als gefährdet an.

## Beschreibung
Die Eiche beginnt am Boden breit und wuchtig und verjüngt sich nach oben hin etwas. Der Stamm ist völlig hohl, an einer Seite offen und mit einer Blitzrinne gezeichnet. Die Stammöffnung ist mit einem engmaschigen Drahtgeflecht versehen. Die Krone, die in etwa fünf Meter Höhe beginnt, wird von mehreren recht starken Ästen, die teilweise an den Enden Bruchstellen aufweisen, gebildet. Die Höhe der Eiche wurde im Jahre 1990 mit etwa 16 Meter bei einem Kronendurchmesser von 14 Metern angegeben.
Das Deutsche Baumarchiv gab im Jahre 2001 an der Stelle des geringsten Durchmessers (Taille) einen Umfang von 8,59 Metern und im Jahre 1994 in einem Meter Höhe von 9,60 Metern an. Bei Champion Trees, einem Gemeinschaftsprojekt der Deutschen Dendrologischen Gesellschaft (DDG) und der Gesellschaft Deutsches Arboretum (GDA), wird die Eiche für das Jahr 1999 mit 9,06 Meter in 1,3 Meter Höhe, der Stelle des sogenannten Brusthöhendurchmessers (BHD), angegeben. Die Eiche zählt damit zu den zehn stärksten, natürlich aufgewachsenen einstämmigen Eichen in Deutschland.
Das Alter der Eiche wird in der Literatur unterschiedlich angegeben. Die Untere Naturschutzbehörde schätzt es auf etwa 600 Jahre. Der Forstwissenschaftler Hans Joachim Fröhlich nahm 1990 ein Alter von etwa 700 Jahren an. Das Deutsche Baumarchiv gab 2009 350 bis 700 Jahre an. Die Eiche steht auf kargem Geröllboden, so dass das Alter höher als das der meisten ähnlich starken Eichen anzusetzen ist.